# Retraites et fonds de pension aux États-Unis
Le système dominant en matière de retraites aux États-Unis est constitué par la retraite par capitalisation, qui consiste en des plans d'épargne retraite, régis par la section 401(k) de l'Internal Revenue Code, et de fonds de pension. Les travailleurs s'assurent ainsi sur une base privée.
En 2005, le système des retraites procurait plus de la moitié de leurs revenus aux deux tiers des retraités des États-Unis. 
Les fonds de pension publics — qui sont destinés aux fonctionnaires — accusent en 2017 près de quatre mille milliards de dollars de financements manquants. Plusieurs raisons expliquent cela : le vieillissement de la population et la libéralisation qui a amené les collectivités à compter sur un taux de rentabilité de 7,5% mais du fait de la faiblesse des taux d'intérêt, c'est en fait trois fois moins qui a été récolté. Plusieurs grandes villes comme Dallas, Chicago, Philadelphie ou la Nouvelle-Orléans ne paient plus l’intégralité des retraites dues à leurs ex-fonctionnaires et cette situation devrait continuer de se détériorer.
La caisse de retraite Central States Pension Fund (CSPF), qui gère les prestations de retraite pour les conducteurs de camions syndicaux Teamster, annonce en avril 2016 qu’elle deviendra officiellement insolvable en 2025 et que, d’ici là, elle sera contrainte de diminuer progressivement les versements à ses bénéficiaires. Ce sont ainsi 272 600 salariés qui risquent de voir disparaître leur unique source de revenus pour leur retraite. Mais les difficultés rencontrées par la CSPF semblent communes à toutes les caisses de retraite pour les salariés travaillant pour plusieurs employeurs. Par conséquent, plus de 10 millions de travailleurs et retraités américains pourraient être ruinés.

## Différents régimes
Dans le système des retraites américain, il existe plusieurs régimes d’assurance :
- Social Security : retraite fédérale instituée pendant le New Deal, calculée en fonction du nombre d’années travaillées, des cotisations versées et de l’inflation. À la fin des années 1990, le gouvernement fédéral dépensait 289 milliards de dollars pour le système des retraites obligatoires[4].
- Pensions : payées par les grandes entreprises et les administrations publiques : voir la loi ERISA (Employee Retirement Income Security Act (en)) et fonction publique aux États-Unis.
- Retraite par capitalisation ou IRA (Individual Retirement Account) consiste en des plans d’épargne-retraite et des fonds de pension.
- Les retraités les plus pauvres reçoivent des aides fédérales complémentaires (l'OASDHI) et pour les soins (Medicare).